# Leslie Burgin

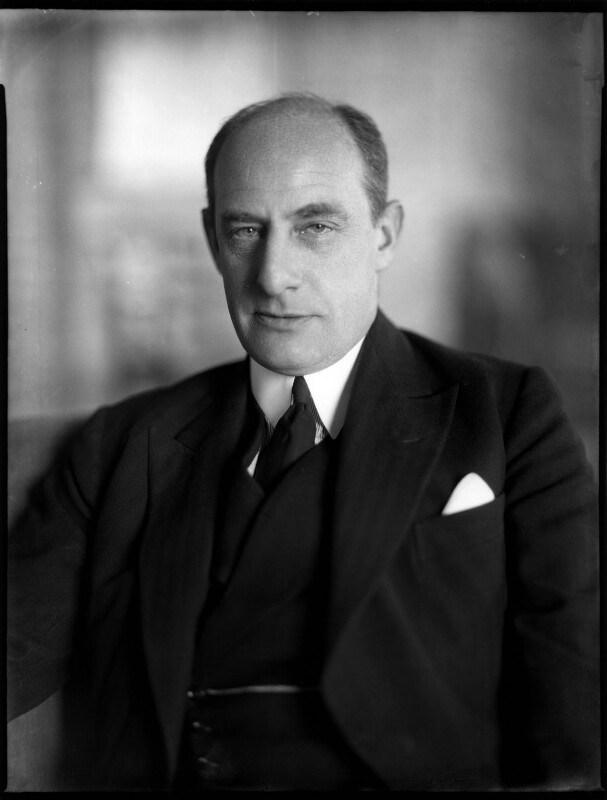
Leslie Burgin

Edward Leslie Burgin, PC (* 13. Juli 1887; † 16. August 1945) war ein britischer Politiker der Liberal Party sowie später der National Liberal Party, der zwischen 1929 und 1945 Mitglied des Unterhauses (House of Commons) war sowie verschiedene Ministerämter bekleidete.

## Leben

### Solicitor und erfolglose Unterhauskandidaturen
Edward Leslie Burgin, Sohn des Solicitor Edward Lambert Burgin, begann nach dem Schulbesuch ein Studium der Rechtswissenschaften an der Universität London, das er 1908 mit einem Bachelor of Laws (LL.B.) mit Auszeichnung abschloss. Im Anschluss nahm er eine Tätigkeit als Solicitor auf und spezialisierte sich auf Internationales Recht. Er erwarb 1913 einen Doktor der Rechte (LL.D.) und war zeitweise Leiter für Studien der Law Society.
Bei einer Nachwahl (By-election) im Wahlkreis Hornsey am 10. November 1921 kandidierte Burgin für die Liberal Party für ein Mandat im Unterhaus (House of Commons), unterlag aber William Ward von der Unionist Party mit 15.959 Stimmen (53,4 Prozent) zu 13.943 Stimmen (46,6 Prozent). Bei der darauf folgenden Unterhauswahl am 15. November 1922 unterlag er Ward erneut mit 18.462 Stimmen (53,2 Prozent) zu 16.239 Stimmen (46,8 Prozent). Bei der Unterhauswahl am 6. Dezember 1923 verlor er wieder gegen Ward und zwar dieses Mal mit 16.812 Stimmen (47,4 Prozent) zu 15.197 Stimmen (42,8 Prozent). Bei der Unterhauswahl am 29. Oktober 1924 kandidierte er im Wahlkreis Hornsey erneut und verlor nun gegen den neuen Kandidaten der Unionist Party, Euan Wallace deutlich mit 21.017 Stimmen (54,6 Prozent) zu 13.217 Stimmen (34,3 Prozent). Bei einer Nachwahl im Wahlkreis East Ham North am 29. April 1926 kam er nach der Kandidatin der Labour Party, Susan Lawrence (10.798	Stimmen, 40,64 Prozent), und dem Kandidaten der Unionist Party, George Jarrett (9.171 Stimmen, 34,51 Prozent), mit 6.603 Stimmen (24,85 Prozent) lediglich auf den dritten Platz.

### Unterhausmitglied und Minister
Leslie Burgin wurde bei der Unterhauswahl am 30. Mai 1929 für die Liberal Party im Wahlkreis Luton erstmals zum Mitglied des Unterhauses gewählt und konnte sich dabei gegen den bisherigen Wahlkreisinhaber Terence O’Connor von der Conservative Party mit 20.248 Stimmen (45,5 Prozent) zu 16.930 Stimmen (38 Prozent) durchsetzen. Bei der darauf folgenden Unterhauswahl am 27. Oktober 1931 wurde er im Wahlkreis Luton für die National Liberal Party, die sich unter der Führung von John Allsebrook Simon von der Liberal Party abgespalten hatte, mit 32.015 Stimmen (80,2 Prozent) wieder zum Mitglied des Unterhauses gewählt und gehörte diesem bis zum 5. Juli 1945 an.
Am 29. September 1932 übernahm Leslie Burgin als Parlamentarischer Sekretär im Handelsministerium  (Parliamentary Secretary to the Board of Trade) in der zweiten Nationalregierung sein erstes Regierungsamt und hatte dieses vom 18. Juni 1935 bis zum 28. Mai 1937 auch in der dritten Nationalregierung inne. In der vierten Nationalregierung wurde er am 28. Mai 1937 zum Mitglied des Geheimen Kronrates (Privy Council) berufen und übernahm zudem das Amt des Verkehrsministers, das er bis zu seiner Ablösung durch Euan Wallace am 21. April 1939 innehatte. Nach einer Regierungsumbildung war er zwischen dem 21. April und dem 14. Juli 1939 Minister ohne Geschäftsbereich (Minister without Portfolio) und übernahm danach am 21. Juli 1939 das Amt des Versorgungsministers (Minister of Supply), das er zwischen dem 3. September 1939 und dem 10. Mai 1940 auch in der Kriegsregierung Chamberlain bekleidete.

## Veröffentlichungen
- The Students’ Conflict of Laws: Being an Introduction to the Study of Private International Law, Based on Dicey, Mitautor Eric George Molyneux Fletcher, Stevens and Sons, Limited, 1934